# Lambrate (métro de Milan)
Lambrate est une station de la ligne 2 du métro de Milan, située à Milan, en correspondance avec la gare de Milano Lambrate.